# Gade uden ende
Gade uden ende er en dansk dramadokumentar fra 1963, skrevet og instrueret af Mogens Vemmer. Filmen følger den unge kvinde Sunny Nielsen og hendes vej ind i prostitution.
Filmen blev ved Bodilprisuddelingen i 1964 tildelt Bodilprisen for bedste danske film.

## Medvirkende
- Sunny Nielsen
- Poul Jacobsen
- Doris Johansen
- Connie Ohlsen
- Zellita Torki